# Halve marathon van Egmond 2024
De halve marathon van Egmond in 2024 vond plaats op 14 januari 2024. 
De wedstrijd werd gewonnen door Lucas Nieuweboer (mannen) en Aminet Ahmed (vrouwen). Nieuweboer werd hierdoor de eerste Nederlandse winnaar bij de mannen sinds Kamiel Maase in 2006. De vrouwen vertrokken 9 minuten en 17 seconden eerder (het verschil tussen de parcoursrecord bij mannen en vrouwen) en de loper die als eerste binnen zou komen van eender welk geslacht kreeg een extra prijs. Ahmed won deze prijs.

## Uitslagen[2]

### Mannen
| Plaats | Naam              | Land      | TIjd    |
| ------ | ----------------- | --------- | ------- |
| Goud   | Lucas Nieuweboer  | Nederland | 1:03.35 |
| Zilver | Victor Chumo      | Kenia     | 1:03.51 |
| Brons  | Tom Hendrikse     | Nederland | 1:03.59 |
| 4      | Yakoub Labquira   | Marokko   | 1:04.09 |
| 5      | Koen Naert        | België    | 1:04.11 |
| 6      | Stan Niesten      | Nederland | 1:04.31 |
| 7      | Joris Keppens     | België    | 1:05.08 |
| 8      | Khalid Choukoud   | Nederland | 1:05.23 |
| 9      | Luuk Maas         | Nederland | 1:05.30 |
| 10     | Gianluca Assorgia | Nederland | 1:05.45 |

### Vrouwen
| Plaats | Naam               | Land        | TIjd    |
| ------ | ------------------ | ----------- | ------- |
| Goud   | Aminet Ahmed       | Ethiopië    | 1:12.21 |
| Zilver | Alamrew Alamtsehay | Ethiopië    | 1:12.22 |
| Brons  | Ayantu Kumela      | Ethiopië    | 1:12.26 |
| 4      | Jill Holterman     | Nederland   | 1:12.38 |
| 5      | Sarah Lahti        | Zweden      | 1:12.50 |
| 6      | Fabienne Schlumpf  | Zwitserland | 1:13.10 |
| 7      | Anne Luijten       | Nederland   | 1:13.21 |
| 8      | Jacelyn Gruppen    | Nederland   | 1:14.08 |
| 9      | Yasmine Hillebrink | Nederland   | 1:17.33 |
| 10     | Lisan Duijvestijn  | Nederland   | 1:18.21 |

1973 ·
1974 ·
1975 ·
1976 ·
1977 ·
1978 ·
1979 ·
1980 ·
1981 ·
1982 ·
1983 ·
1984 ·
1985 ·
1986 ·
1987 ·
1988 ·
1989 ·
1990 ·
1991 ·
1992 ·
1993 ·
1994 ·
1995 ·
1996 ·
1997 ·
1998 ·
1999 ·
2000 ·
2001 ·
2002 ·
2003 ·
2004 ·
2005 ·
2006 ·
2007 ·
2008 ·
2009 ·
2010 ·
2011 ·
2012 ·
2013 ·
2014 ·
2015 ·
2016 ·
2017 ·
2018 ·
2019 ·
2020 ·
2021 ·
2022 ·
2023 ·
2024 ·
2025